# 纤花耳草
纤花耳草（学名：Hedyotis tenelliflora）为茜草科耳草属下的一个种。

## 扩展阅读
- 維基物種上的相關：纤花耳草